# فرودگاه چیترال
فرودگاه چیترال (به انگلیسی: Chitral Airport) یک فرودگاه با کد یاتا CJL است که یک باند فرود آسفالت دارد و طول باند آن ۱۷۵۰ متر است. این فرودگاه در شهر چیترال کشور پاکستان قرار دارد و در ارتفاع ۱۵۰۰ متری از سطح دریا واقع شده‌است.

## شرکت‌های هواپیمایی و مقصدهای پروازی
| شرکت‌های هواپیمایی           | مقصدهای پروازی        |
| --------------------------- | --------------------- |
| هواپیمایی بین‌المللی پاکستان | بینظیر بوتو، باچا خان |